# Beate Kuckertz
Beate Kuckertz (* 1963) ist eine deutsche Herausgeberin und Verlegerin.

## Leben
Kuckertz studierte an der RWTH Aachen, Universität Gent und Ludwig-Maximilians-Universität München. Von 1990 bis 1997 war sie Cheflektorin beim Heyne Verlag. In dieser Zeit war sie Herausgeberin mehrerer Werke des Verlages. Anschließend war sie von 1998 bis 2010 Verlagsleiterin bei Droemer Knaur. Seit 2012 ist sie Verlegerin des E-Book-Verlages dotbooks mit Sitz in München. Der Verlag wurde am 1. Februar 2012 gegründet.
Das 1991 veröffentlichte Buch „Kreuz-Feuer. Die Kritik an der Kirche“ enthält unter anderem Beiträge von Karlheinz Deschner, Eugen Drewermann und Uta Ranke-Heinemann. An dem Buch 1992 veröffentlichten Buch „Das grüne Schwert. Weltmacht Islam - Bedrohung oder Erlösung“ beteiligten sich unter anderem Peter Scholl-Latour, Gerhard Konzelmann und John Laffin.

## Werke
- Kreuz-Feuer. Die Kritik an der Kirche. Heyne, München 1991, ISBN 3-453-05115-7.
- Gotteslohn. Die Kirche und ihre ungehorsamen Diener. Heyne, München 1992, ISBN 3-453-06017-2.
- Das grüne Schwert. Weltmacht Islam – Bedrohung oder Erlösung. Heyne, München 1992, ISBN 3-453-05221-8.
- Menschheitsrätsel. Heyne, München 1993, ISBN 3-453-06517-4.